# 索尔堡
索尔堡（法語：Solre-le-Château，法語發音：[sɔʁ lə ʃato] ⓘ）是法国上法蘭西大區北部省的一个市镇，位于该省东部，属于埃尔普河畔阿韦讷区。

## 地理
索尔堡（50°10'28"N, 4°5'30"E）面积13.76 平方千米，位于法国上法蘭西大區北部省，该省份为法国最北部的省份及最长的省份，西北濒北海，西接加来海峡省，南至埃纳省和索姆省，东与比利时接壤。
与索尔堡接壤的市镇（或旧市镇、城区）包括：埃克勒、博里约、贝雷勒、克莱尔费、费勒里、埃斯特吕德、莱方丹、萨尔波特里、索尔里讷。

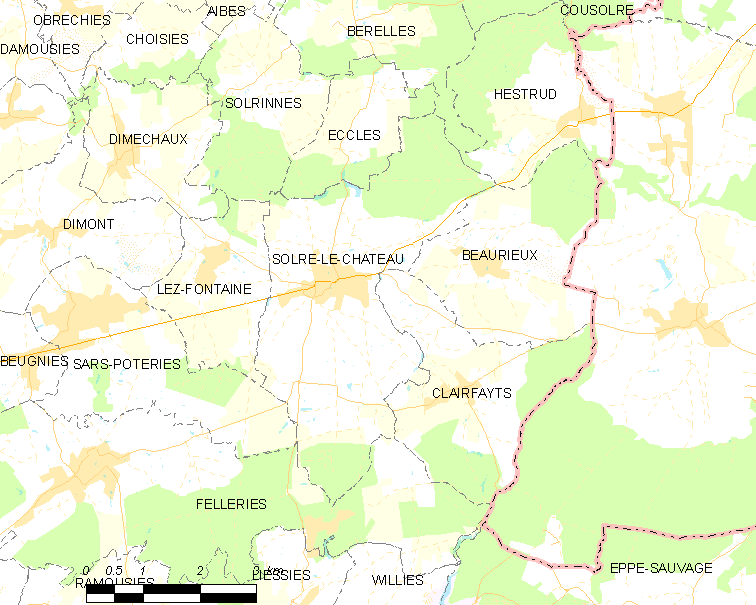
索尔堡的OSM定位图

索尔堡的时区为UTC+01:00、UTC+02:00（夏令时）。

## 行政
索尔堡的邮政编码为59740，INSEE市镇编码为59572。

## 政治
索尔堡所属的省级选区为富尔米县。

## 人口

1962-2008年间索尔堡人口变化图示

索尔堡于2022年1月1日时的人口数量为1790人。